# Корчёмка (Гомельская область)
Корчемка (бел. Карчомка) — деревня в Ручаёвском сельсовете Лоевского района Гомельской области Беларуси.
На востоке граничит с лесом.

## География

### Расположение
В 20 км на запад от Лоева, 80 км от железнодорожной станции Речица (на линии Гомель — Калинковичи), в 105 км от Гомеля.

### Гидрография
На юге мелиоративные каналы, на западе река Песочанка, которая впадает в озеро Лутовское (пойма реки Днепр).

## Транспортная сеть
Транспортные связи по просёлочной, затем автомобильной дороге Лоев — Речица. Планировка состоит из короткой, чуть искривлённой улицы, близкой к меридиональной ориентации, застроенной деревянными крестьянскими усадьбами.

## История
По письменным источникам известна с XVIII века. В 1811 году деревня в Речицком уезде, во владении графа Юдицкого. В 1850 году владение помещицы Быковской. В 1879 году селение в Ручаёвском церковном приходе. В 1908 году в Ручаёвской волости Речицкого уезда Минской губернии.
С 8 декабря 1926 года до 30 декабря 1927 года центр Корчемковского сельсовета Лоевского района Речицкого с 9 июня 1927 года Гомельского округов. В 1929 году организован колхоз. Во время Великой Отечественной войны оккупанты сожгли в 1943 году 40 дворов и убили 2 жителей. Согласно переписи 1959 года в составе совхоза «Заря» (центр — деревня Ручаёвка).

## Население

### Численность
- 1999 год — 12 хозяйств, 21 житель.

### Динамика
- 1795 год — 7 дворов, 35 жителей:19  мужского, 16 женского.
- 1850 год — 14 дворов, 78 жителей.
- 1897 год — 30 дворов 216 жителей (согласно переписи).
- 1908 год — 37 дворов, 237 жителей.
- 1940 год — 41 двор.
- 1959 год — 105 жителей (согласно переписи).
- 1999 год — 12 хозяйств, 21 житель.